# Marava unidentata
Marava unidentata är en tvestjärtart som först beskrevs av Ambroise Marie François Joseph Palisot de Beauvois 1805.  Marava unidentata ingår i släktet Marava och familjen Labiidae. Inga underarter finns listade i Catalogue of Life.